# Under den samme himmel
|  | Denne artikel er oprettet af botten PalnaBot ud fra en ekstern database. Den kan derfor have sproglige fejl eller mangler. Denne skabelon kan fjernes efter kontrol af indholdet. |

Under den samme himmel er en dokumentarfilm instrueret af Ditte Haarløv Johnsen efter eget manuskript.

## Handling
Filmen går helt tæt på mennesker, som brændende længes efter en ny tilværelse væk fra det afrikanske kontinent - en tilværelse i Europa. Vore øjne møder dagligt billeder af desperate bådflygtninge, som sætter livet på spil for at komme værk fra en kummerlig tilværelse. Men her får vi et andet perspektiv. Filmen handler om værdighed, længsel og søgen. Den er sammen med rigtige mennesker, på vej et andet sted hen. Filmen er optaget på tre steder. I kystbyen Nouadhibou i det vestafrikanske land Mauretanien lever Harouna, en ung billedkunstner fra Mali. Han har forladt sin kone og nyfødte barn med den smule penge han havde, for at komme væk fra Afrika og forsørge familien på distancen. I Syracusa i Italien er en gruppe mænd placeret under fængselslignende forhold i de interimistiske asylcentre, hvor de prøver at indstille sig på et nyt liv udenfor murene i et ugæstfrit Europa. Til sidst i København, hvor målet måske er nået, er det en anden slags tomhed og tilbageholdt desperation, der melder sig i den evige jagt på penge. Både nok til at klare sig selv og nok til at gøre det man kom for - at sørge bedre for dem, der blev tilbage.